# Сенчихин, Прокофий Фёдорович
Прокофий Фёдорович Сенчи́хин (1923—1944) — младший лейтенант Рабоче-крестьянской Красной Армии, участник Великой Отечественной войны, Герой Советского Союза (1944).

## Биография
Родился 25 мая 1923 года в селе Нижнекаменка (ныне — Алтайский район Алтайского края). С 1932 года проживал сначала в Кяхте, затем в Улан-Удэ. После окончания средней школы работал на заводе. В феврале 1942 года был призван на службу в Рабоче-крестьянскую Красную Армию. В том же году он окончил Забайкальское пехотное училище. С мая 1943 года — на фронтах Великой Отечественной войны.
К октябрю 1943 года младший лейтенант Прокофий Сенчихин командовал батареей 261-го отдельного истребительно-противотанкового дивизиона 340-й стрелковой дивизии 38-й армии Воронежского фронта. Отличился во время битвы за Днепр. В октябре 1943 года батарея под командованием Прокофия Сенчихина переправилась через Днепр в районе села Борки Киевской области Украинской ССР и приняла активное участие в боях за захват и удержание плацдарма на его западном берегу.
Указом Президиума Верховного Совета СССР «О присвоении звания Героя Советского Союза генералам, офицерскому, сержантскому и рядовому составу Красной Армии» от 10 января 1944 года за «образцовое выполнение боевых заданий командования на фронте борьбы с немецко-фашистскими захватчиками и проявленные при этом отвагу и геройство» был удостоен высокого звания Героя Советского Союза. Орден Ленина и медаль «Золотая Звезда» он получить не успел, так как 24 марта 1944 года погиб в бою. 
Похоронен в посёлке Микулинцы Тернопольской области Украины.
В его честь названа улица в Улан-Удэ.